# Gruppe 1917
Die Gruppe 1917 war eine Dresdner Künstlervereinigung um Conrad Felixmüller und ging Ende des Jahres 1917 aus der im selben Jahr gegründeten Expressionistischen Arbeitsgemeinschaft Dresden hervor.

## Geschichte

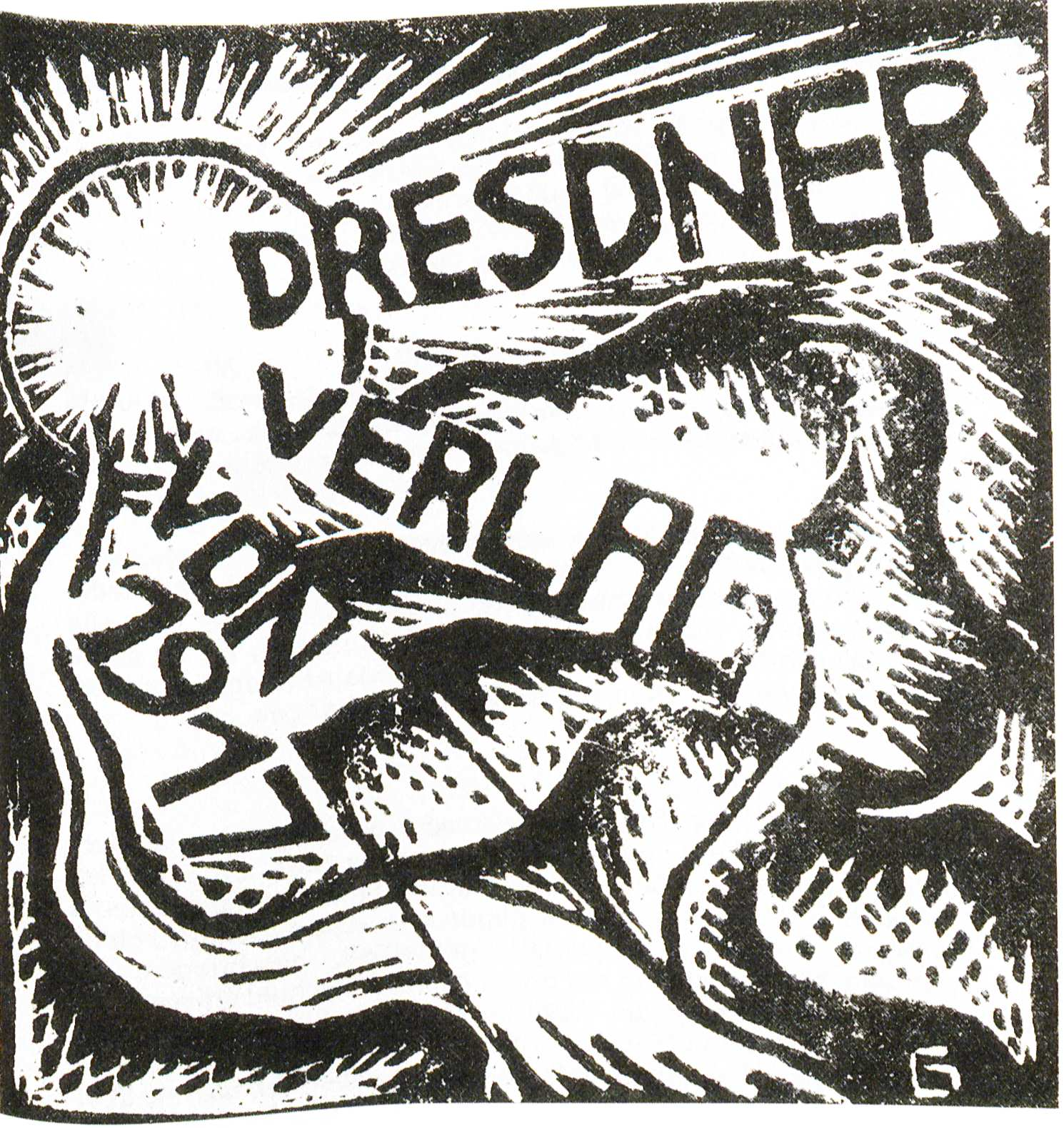
Walter Otto Grimm: Dresdner Verlag von 1917

Conrad Felixmüller gründete 1917 zusammen mit dem Dichter Walter Rheiner und dem Verleger Felix Stiemer die Expressionistische Arbeitsgemeinschaft Dresden, welche im Atelier von Felixmüller Abendveranstaltungen u. a. mit Lesungen von Rheiner abhielten. Ende des Jahres ging aus dieser Arbeitsgemeinschaft die Gruppe 1917 hervor. Die Gruppe wirkte durch die Beteiligung von Felixmüller durchaus auch politisch und forderte „Expressionismus nicht nur in der Kunst“. Man betrachtete die „Kunst als Tat-Protest“.
Die Gruppe 1917 stellte im Kunstsalon Emil Richter aus. Ab dem 15. Januar 1918 publizierte die Gruppe, zuerst im Stiemer Verlag danach im Dresdner Verlag, die Zeitschrift Menschen, der 1919 das Dresdner Morgenblatt früher Menschen angegliedert wurde und das sich als „Organ der Sozialistischen Gruppe der Geistesarbeiter Dresdens“ bezeichnete. Außerdem erschienen in der Kieler Zeitschrift Die schöne Rarität zahlreiche Holzschnitte von Mitgliedern der Gruppe 1917 sowie eine Sondernummer für Felixmüller.
Nachdem Felixmüller Otto Dix für die Gruppe gewinnen konnte, formierte sich die Gruppe neu als Dresdner Sezession Gruppe 1919.
Mitglieder der Gruppe 1917 waren Gerhard Ausleger (1891–1969, Lyriker), Kurt Bock, Peter August Böckstiegel, Max Bruhn, Rudolf Adrian Dietrich (1894–1969, Schriftsteller), Conrad Felixmüller, Richard Fischer, Oskar Maria Graf, Walter Otto Grimm, Raoul Hausmann, Bess Brenck-Kalischer, Otto Lange, A. Rudolf Leinert (1898–1969, Lyriker), Constantin von Mitschke-Collande, E. H. Müller (Musiklektor), Oskar Nerlinger, Recha Rothschild (1880–1964, Journalistin), Heinar Schilling, Lasar Segall, Felix Stiemer, Georg Tappert und Hugo Zehder (1892–1961/62, Architekt und Kunstschriftsteller).